# Grande Prêmio da França de 1973
Resultados do Grande Prêmio da França de Fórmula 1 realizado em Paul Ricard em 1º de julho de 1973. Oitava etapa da temporada, nele o sueco Ronnie Peterson, da Lotus-Ford, venceu pela primeira vez em sua carreira.

## Resumo
Trata-se da primeira vitória sueca na Fórmula 1 desde Jo Bonnier no Grande Prêmio dos Países Baixos de 1959.
Primeiros pontos na carreira do britânico James Hunt.
Emerson Fittipaldi abandonou após um choque com o sul-africano Jody Scheckter.

## Classificação da prova
| Pos. | Nº | Piloto               | Construtor        | Voltas | Tempo/Diferença        | Grid | Pontos |
| ---- | -- | -------------------- | ----------------- | ------ | ---------------------- | ---- | ------ |
| 1    | 2  | Ronnie Peterson      | Lotus-Ford        | 54     | 1:41:36.52             | 5    | 9      |
| 2    | 6  | François Cevert      | Tyrrell-Ford      | 54     | + 40.92                | 4    | 6      |
| 3    | 10 | Carlos Reutemann     | Brabham-Ford      | 54     | + 46.48                | 8    | 4      |
| 4    | 5  | Jackie Stewart       | Tyrrell-Ford      | 54     | + 46.93                | 1    | 3      |
| 5    | 3  | Jacky Ickx           | Ferrari           | 54     | + 48.90                | 12   | 2      |
| 6    | 27 | James Hunt           | March-Ford        | 54     | + 1:22.54              | 14   | 1      |
| 7    | 4  | Arturo Merzario      | Ferrari           | 54     | + 1:29.19              | 10   |        |
| 8    | 7  | Denny Hulme          | McLaren-Ford      | 54     | + 1:29.53              | 6    |        |
| 9    | 21 | Niki Lauda           | BRM               | 54     | + 1:45.76              | 17   |        |
| 10   | 12 | Graham Hill          | Shadow-Ford       | 53     | + 1 volta              | 16   |        |
| 11   | 20 | Jean-Pierre Beltoise | BRM               | 53     | + 1 volta              | 15   |        |
| 12   | 19 | Clay Regazzoni       | BRM               | 53     | + 1 volta              | 9    |        |
| 13   | 24 | José Carlos Pace     | Surtees-Ford      | 51     | + 3 voltas             | 18   |        |
| 14   | 25 | Howden Ganley        | Iso-Marlboro-Ford | 51     | + 3 voltas             | 24   |        |
| 15   | 29 | Rikky von Opel       | Ensign-Ford       | 51     | + 3 voltas             | 25   |        |
| 16   | 11 | Wilson Fittipaldi    | Brabham-Ford      | 50     | + 4 voltas             | 19   |        |
| Ret  | 8  | Jody Scheckter       | McLaren-Ford      | 43     | Acidente               | 2    |        |
| Ret  | 1  | Emerson Fittipaldi   | Lotus-Ford        | 41     | Acidente               | 3    |        |
| Ret  | 23 | Mike Hailwood        | Surtees-Ford      | 29     | Vazamento de óleo      | 11   |        |
| Ret  | 9  | Andrea de Adamich    | Brabham-Ford      | 28     | Semieixo               | 13   |        |
| Ret  | 15 | Reine Wisell         | March-Ford        | 20     | Superaquecimento       | 22   |        |
| Ret  | 16 | George Follmer       | Shadow-Ford       | 16     | Sistema de combustível | 20   |        |
| Ret  | 26 | Henri Pescarolo      | Iso-Marlboro-Ford | 16     | Superaquecimento       | 23   |        |
| Ret  | 14 | Jean-Pierre Jarier   | March-Ford        | 7      | Semieixo               | 7    |        |
| Ret  | 17 | Jackie Oliver        | Shadow-Ford       | 0      | Embreagem              | 21   |        |

## Tabela do campeonato após a corrida
|   | Pos. | Piloto             | Pontos |
| - | ---- | ------------------ | ------ |
| 1 | 1    | Jackie Stewart     | 42     |
| 1 | 2    | Emerson Fittipaldi | 41     |
|   | 3    | François Cevert    | 31     |
| 2 | 4    | Ronnie Peterson    | 19     |
| 1 | 5    | Denny Hulme        | 19     |

|   | Pos. | Construtor   | Pontos  |
| - | ---- | ------------ | ------- |
| 1 | 1    | Lotus-Ford   | 52 (56) |
| 1 | 2    | Tyrrell-Ford | 51 (55) |
|   | 3    | McLaren-Ford | 26      |
|   | 4    | Ferrari      | 12      |
|   | 5    | Brabham-Ford | 11      |

- Nota: Somente as primeiras cinco posições estão listadas. Em 1973 os pilotos computariam sete resultados nas oito primeiras corridas do ano e seis nas últimas sete. Neste ponto esclarecemos: na tabela dos construtores figurava somente o melhor colocado dentre os carros do mesmo time.